# 亞哈謝 (猶大)

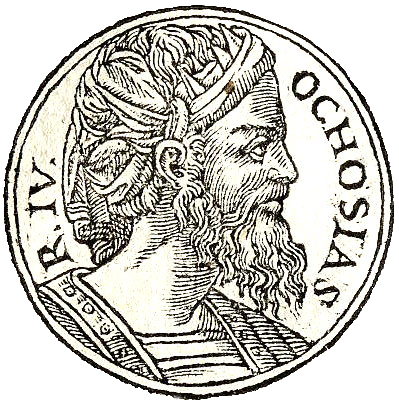
亞哈謝

亞哈謝（希伯來語：‎，前863年—前841年）天主教譯為阿哈齊雅，是古代中東國家南猶大王國的第六任君主，也是首位具備大衛王與暗利家族血統的君王。他的父親是約蘭，王后西比亞（Zibiah）是約阿施王的生母。

## 登年早期
亞哈謝在位的年期，目前歷史上有兩種講法：
1. 費毅榮（英语：Edwin R. Thiele）認為是從前841年到前841年；
2. 威廉·奧爾布賴特（英语：William F. Albright）認為是從前842年到前842年。

## 聖經相關章節
- 《列王紀下》第8章25節–第9章29節
- 《歷代志下》第22章1-9節